# 許珮珊
許珮珊，台灣導演，從中視花系列劇場開始擔任副導演，近年遊走兩岸，導演之戲劇作品題材廣泛，運鏡流暢、功底深厚。

台灣戲曲學院畢業，以場記入行，進而副導演、統籌、製片等全面涉獵，幕後資歷豐富且完整。

## 導演作品
| 年份 | 電視台／出品                                     | 名稱                              | 主演                               |
| ---- | ------------------------------------------------ | --------------------------------- | ---------------------------------- |
| 2000 | 中視                                             | 《紅顏花》 （聯合導演）           | 林熙蕾 李天柱 楊貴媚               |
| 2003 | 廣東巨星影業                                     | 《心不再遙遠》 （聯合導演）       | 王琳                               |
| 2007 | 上海雍碩影業                                     | 《女人何苦為難女人》 （聯合導演） | 劉曉慶 田麗 六月                   |
| 2012 | 台視                                             | 《陽光正藍》 （聯合導演）         | 白歆惠 趙駿亞 梁赫群               |
| 2012 | 緯來電視電影                                     | 《親愛的 我想告訴你》             | 蔡淑臻 梁正群 黃志瑋               |
| 2013 | 大愛、中天                                       | 《心願》                          | 丁力祺 兵家綺                      |
| 2013 | 台視                                             | 《金大花的華麗冒險》 （11-21集）  | 吳慷仁 溫昇豪 謝欣穎               |
| 2013 | 陝西天宇星光傳媒                                 | 《天地情緣》 （聯合導演）         | 李晟 高雲翔 霍政諺                 |
| 2014 | 東森                                             | 《媽咪的男朋友》                  | 楊謹華 陳乃榮 王傳一               |
| 2015 | 三立、TVB                                        | 《22K夢想高飛》                   | 李國毅 宥勝 郭書瑤                 |
| 2015 | 三立                                             | 《料理高校生》                    | 李國毅 林予晞 周群達               |
| 2016 | 中視、中天、 湖南衛視網路平台                    | 《那刻的怦然心動》 （聯合導演）   | 胡宇威 闞清子 劉品言 蔡淑臻 關詩敏 |
| 2017 | 一畫開天影業、 國龍影業                          | 《如若巴黎不快樂》 （聯合導演）   | 張翰 闞清子 林申                   |
| 2017 | 上海拓影影視文化傳媒、 北京今天地影視文化        | 《一見不傾心》 （聯合導演）       | 張哲瀚 郭雪芙 溫昇豪 張遠          |
| 2017 | 愛奇藝                                           | 《以你為名的青春》                | 李墨之 連晨翔 蓋玥希 徐嘉葦        |
| 2018 | 上海強盛影視、 浙江超凡影視、 霍爾果斯新視線影視 | 《大約是愛》                      | 彥希 許曉諾                        |
| 2020 | 藍港影業、芒果TV                                 | 《身為一個胖子》                  | 戚硯笛 張軒睿                      |
| 2021 | 騰訊視頻、企鵝影視、 WeTV、芒果TV                | 《國子監來了個女弟子》            | 趙露思 徐開騁                      |

## 作品入圍
- 心願

2014：入圍 首爾國際電視節 最佳電視劇

## 個人獎項
- 2015：獲獎 國立台灣戲曲學院  傑出校友獎

## 外部連結
- 許珮珊Facebook